# Maski
Maski – krakowski tygodnik literacko-artystyczny, ukazujący się od stycznia 1918 do 1920 roku.

## Charakterystyka
Redaktorem naczelnym był początkowo Tadeusz Świątek, później Marian Szyjkowski. Od lutego 1918 roku czasopismo drukowano jako organ Zrzeszenia Literatów Polskich.
Oryginalnie ukazywał się z podtytułem "Literatura, sztuka i satyra", później z podtytułem "Dwutygodnik literacko-artystyczny".
Szatę graficzną zapewniali artyści z grupy „Ekspresjonistów Polskich” (później nazywających siebie „Formistami Polskimi”) – byli to głównie Zbigniew Pronaszko, Leon Chwistek (tutaj drukował w odcinkach Wielość rzeczywistości w sztuce), Jan Hrynkowski, Tymon Niesiołowski, Jacek Mierzejski.
Na łamach „Masek”” zamieszczano obszerne informacje o niemieckim ekspresjonizmie, głównie w artykułach Karola Irzykowskiego, Tadeusza Sinki i Romaina Rollanda. Opublikowano także artykuł Zbigniewa Pronaszki O ekspresjonizmie, uznawany za manifest programowy krakowskich ekspresjonistów. Wiele miejsca poświęcano omówieniu twórczości poetyckiej i malarskiej Stanisława Wyspiańskiego. Na łamach czasopisma pojawiały się także tłumaczenia wierszy Émile’a Verhaerena, Paula Claudela, Jules’a Laforgue’a oraz drzeworyty Fransa Masereela.
Redakcja „Masek” współpracowała z przedstawicielami innych nowych kierunków w sztuce i literaturze – na łamach tego periodyku swoją twórczość publikowali np. Julian Tuwim (Czyhanie na Boga), Ludwik Eminowicz oraz Juliusz Kaden-Bandrowski.